# Chemin de Perpignan
Le chemin de Perpignan (en occitan : camin de Perpinhan) est une voie de Toulouse, chef-lieu de la région Occitanie, dans le Midi de la France.

## Situation et accès

### Description
Le chemin de Perpignan est une voie publique. Il se trouve dans le quartier de Saint-Simon. Il correspond à l'ancien chemin vicinal 41.
La chaussée compte, entre la route de Seysses et la rue Jean-Jacques-Bernet, une voie de circulation automobile dans chaque sens puis, entre la rue Jean-Jacques-Bernet et le chemin de Lestang, une seule voie de circulation à double-sens. Elle appartient sur toute sa longueur à une zone 30 et la vitesse y est limitée à 30 km/h. Il n'existe pas d'aménagement cyclable.

### Voies rencontrées
Le chemin de Perpignan rencontre les voies suivantes, dans l'ordre des numéros croissants (« g » indique que la rue se situe à gauche, « d » à droite) :
1. Route de Seysses
2. Rue Jean-Jacques-Bernet (d)
3. Chemin de Lestang

## Odonymie
Le chemin de Perpignan tient son nom, non de la ville de ce nom, mais d'une métairie du XIXe siècle. Le chemin est aussi désigné au XIXe siècle comme le chemin de Mayrin et le chemin de Lasbordes.

## Patrimoine et lieux d'intérêt

### Maisons
- no  2 : maison (XVIIIe siècle)[5].
- no  4 : maison toulousaine (deuxième moitié du XIXe siècle)[6].

### Jardin de Monlong
Le jardin de Monlong est établi le long du chemin de Lestang et de la terrasse de la Garonne, entre le chemin de Perpignan, au nord, et la promenade Bernard-Marrot, au sud, sur une superficie de 32 500 m2 environ. Il est occupé, du côté du chemin de Perpignan, par le jardin partagé de Monlong.